# بوبي ألموند
بوبي ألموند (بالإنجليزية: Bobby Almond) هو لاعب كرة قدم نيوزيلندي، ولد في 16 أبريل 1951 في لندن في المملكة المتحدة. شارك مع منتخب نيوزيلندا لكرة القدم. أما مع النوادي، فقد لعب مع Invercargill Thistle AFC ‏.

## وصلات خارجية
- بوبي ألموند على موقع الاتحاد الدولي (مؤرشف)  (الإنجليزية)
- بوبي ألموند على موقع قاعدة بيانات كرة القدم.إي يو (الإنجليزية)
- بوبي ألموند على موقع ناشيونال فوتبول تيمز (الإنجليزية)
- بوبي ألموند على موقع Soccerway.com (الإنجليزية)
- بوبي ألموند على موقع عالم كرة القدم.نت (الإنجليزية)